# Сакребуло Тбилиси

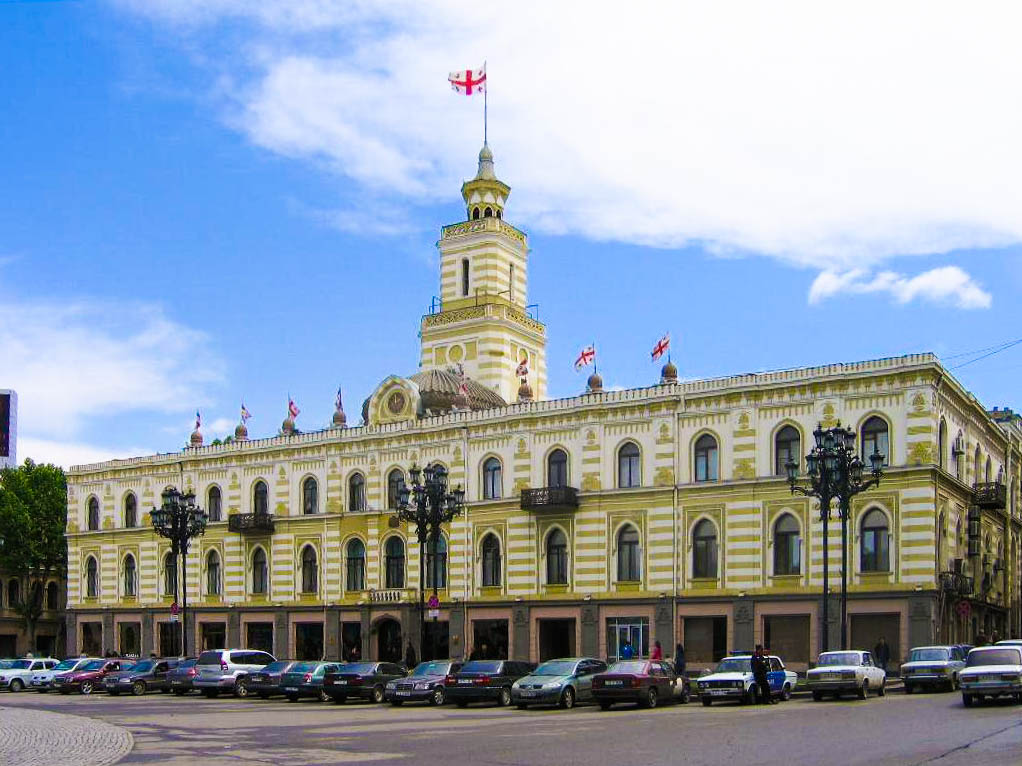
Здание сакребуло города Тбилиси, 2006 год

Сакребуло (Городское собрание) Тбилиси (груз. თბილისის  საკრებულო, тбилисис сакребуло) — представительный орган в городском правительстве Тбилиси (Грузия). Переводится как «Народное собрание Тбилиси». Сакребуло были учреждены в качестве законодательной ветви местной власти не только в Тбилиси, но и по всей Грузии, в ходе реформ, проведённых в 1991 году после объявления независимости страны от Советского Союза.

## Состав
Тбилисский городской совет состоит из 50 депутатов, 25 из них избирают по пропорциональным партийным спискам, а 25 - по одномандатным округам.

## Полномочия
Сакребуло имеет право утверждать и изменять городской бюджет, устанавливать местные налоги. Мэр и другие должностные лица несут ответственность перед Сакребуло и могут быть отозваны подавляющим большинством членов совета.